# Lángos

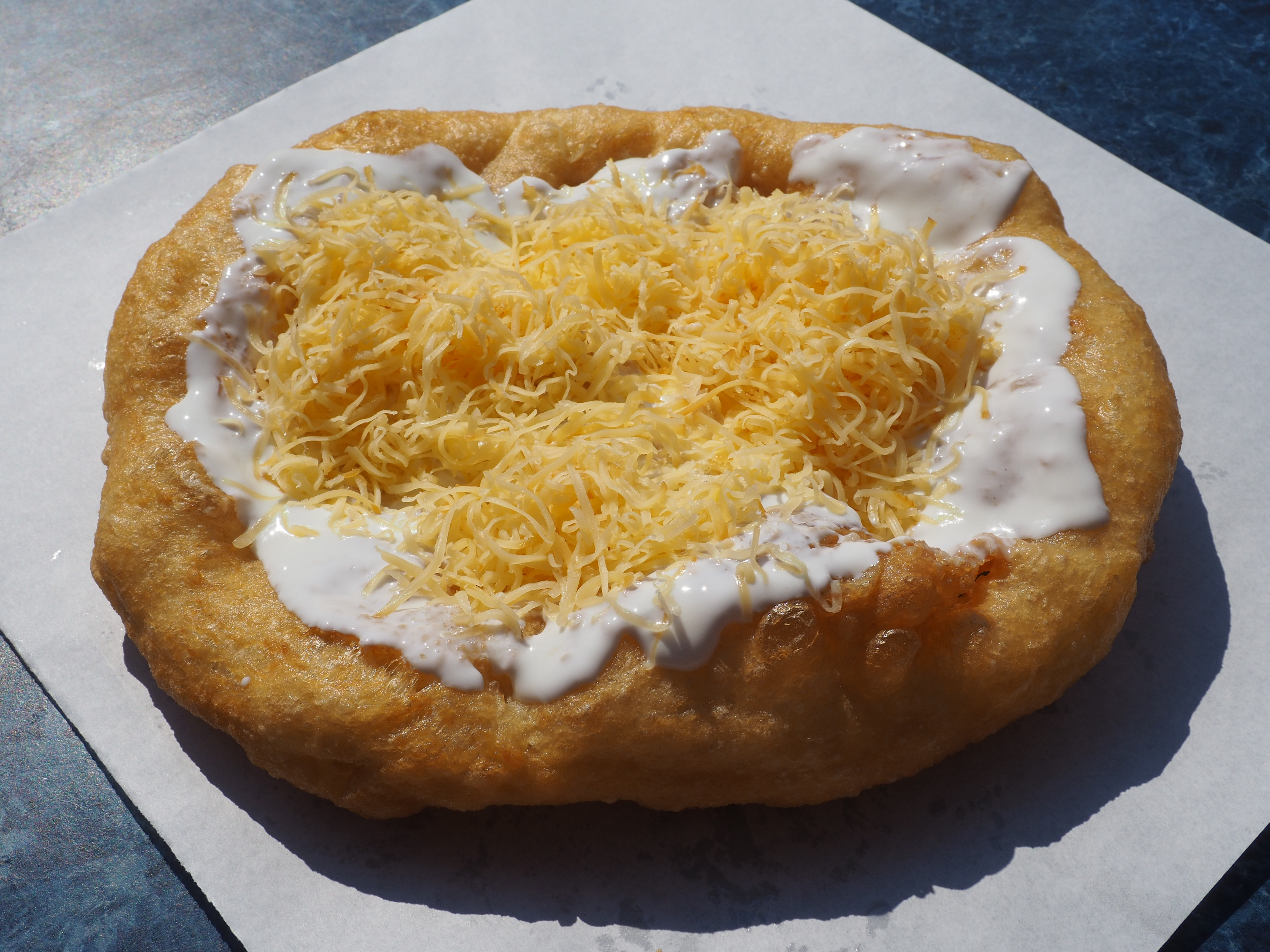
Lángos (traditionelle Variante mit deftiger Auflage aus Sauerrahm und geriebenem Käse)

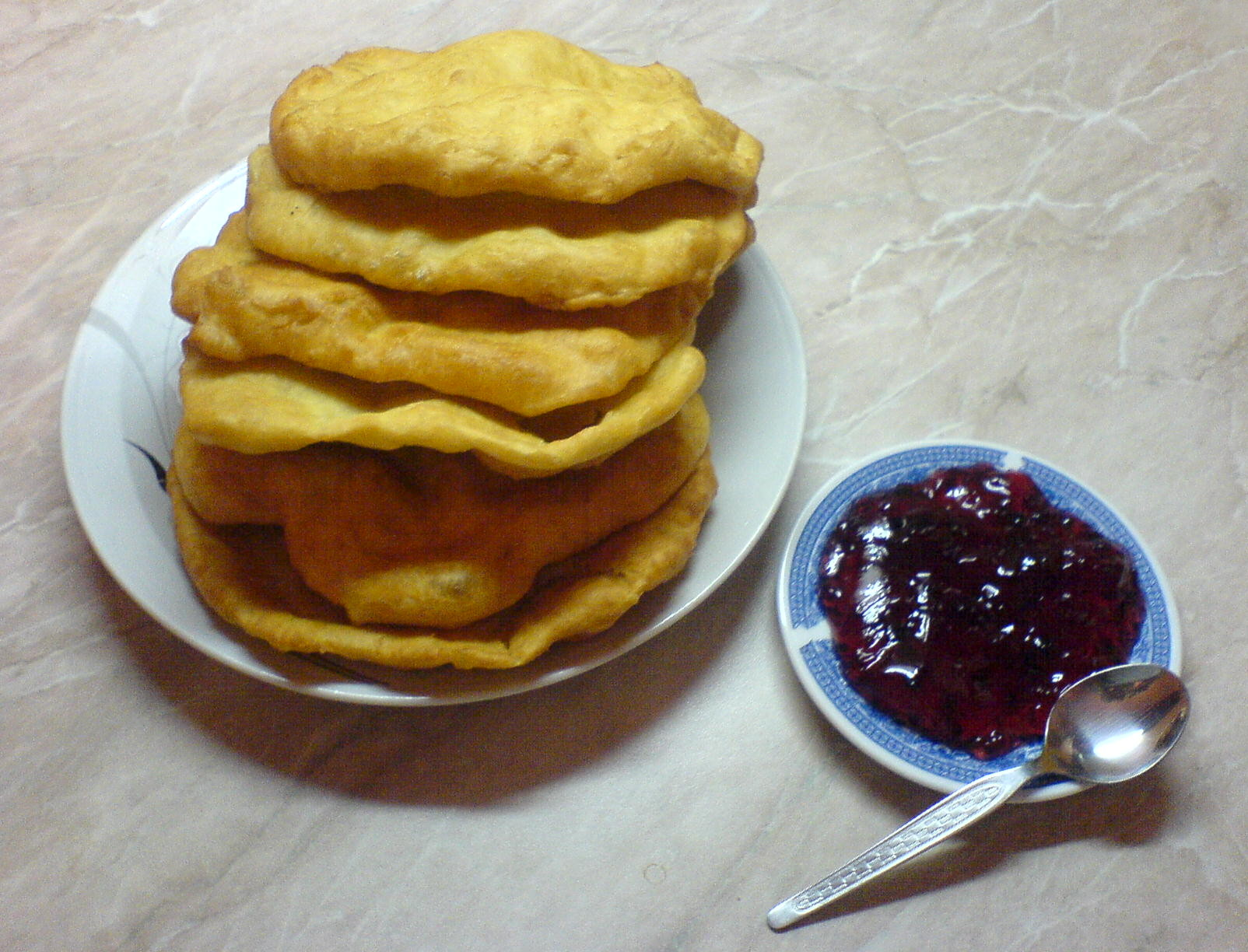
Lángos („westliche“ Variante als Süßspeise mit Marmelade)

Lángos (ungarisch Flamme, [ˈlaːŋɡoʃ], eingedeutscht: Langosch) ist eine Spezialität der ungarischen Küche.

## Allgemeines
Lángos wird vor allem als Zwischenmahlzeit serviert sowie in Imbissen als Snack angeboten. Lángos ist in Österreich, Ungarn, Rumänien, der Slowakei, Tschechien, der West-Ukraine, Polen und Serbien besonders beliebt. In Albanien wird die dortige Variante Petulla genannt. In der einfachsten Form besteht er aus einem Fladen aus Hefeteig, der in Fett gebacken wird.
Lángos ist dem Knieküchle sehr ähnlich, allerdings weist der Lángos selten eine absichtlich erzeugte Delle wie das Knieküchle auf. Ursprünglich bestand Lángos aus Brotteig, der in der Backstube an der Öffnung des Backofens nahe der Flamme („láng“) gebacken wurde.

## Varianten
Nach dem Ausbacken kann der Lángos mit Knoblauchwasser oder -öl eingepinselt und gesalzen werden. Etwas reichhaltigere Varianten sind mit Sauerrahm oder Schafskäse oder – „Magyaros“, auf ungarische Art –  mit Letscho belegt, einer Mischung aus geschmorten Zwiebeln, Paprika und Tomaten.
Außerdem wird Lángos, vor allem in westlichen Ländern, auch als Süßspeise mit Puderzucker oder Fruchtaufstrich gegessen.
In den Nachfolgestaaten der Tschechoslowakei wird Langoš (tschechisch/slowakisch) auch mit Ketchup, Knoblauch und geriebenem Käse serviert.
Weitere in Österreich bekannte Varianten sind beispielsweise der Debrecziner-Langos, eine mit Hefeteig überbackene Debrecziner, und der Bauernlangos, der in der Hefeteigtasche Schinken und Käse hat.